# Helen Torr
Helen Torr (ur. 22 listopada 1886 w Roxborough, zm. 8 września 1967 w West Islip) – amerykańska malarka modernistyczna, towarzyszka życia (1921–1932), a następnie żona (1932–1946) malarza Arthura Garfielda Dove’a. Z uwagi na kolor włosów nosiła przezwisko „Ruda” („Reds”).

## Życiorys
Helen Torr urodziła się 22 listopada 1886 roku w Roxborough na przedmieściach Filadelfii. Edukację rozpoczęła w 1902 roku w Drexel Institute, a trzy lata później wstąpiła do Pennsylvania Academy of the Fine Arts, gdzie wśród jej wykładowców był William Merritt Chase. W 1913 roku wyszła za mąż za kolegę z uczelni, Clive’a Weeda. Oboje zamieszkali w Nowym Jorku, później w Filadelfii, a około 1920 roku przeprowadzili się do Westport. W tym samym roku Torr porzuciła męża dla malarza Arthura Dove’a, którego poznała rok wcześniej. W 1921 roku związała się z Dove’em, który dla niej opuścił żonę i syna. W 1924 roku Dove i Torr zamieszkali razem na łodzi zacumowanej w CDP Halesite (miasto Huntington), na północnym wybrzeżu Long Island. W 1932 roku zawarli związek małżeński. Po śmierci matki w 1933 roku Dove wraz z bratem odziedziczyli majątek rodzinny w Genevie, w stanie Nowy Jork. Dove przeniósł się tam z żoną. Oboje byli wówczas bardzo biedni, a dom pozbawiony był elektryczności i wymagał remontu. W kwietniu 1936 roku Dove z żoną odbyli pierwszą i jedyną podczas pięciu lat pobytu w Genevie podróż do Nowego Jorku. Odwiedzili tam galerię An American Place, gdzie Dove miał swoją doroczną wystawę oraz Museum of Modern Art, w którym obejrzeli przełomową wystawę Cubism and Abstract Art. W 1938 roku oboje nabyli dom na nabrzeżu Titus Mill Pond w CDP Centerport, gdzie mieszkali do końca życia. Dove po przebytym ataku serca i zdiagnozowaniu ciężkiej choroby nerek zmuszony był do prowadzenia siedzącego trybu życia, ograniczając swoją aktywność do najbliższego otoczenia wokół domu. Pozostał inwalidą aż do śmierci. Torr zaprzestała malowania, żeby zająć się chorym mężem, który dzięki temu mógł kontynuować malowanie. Zmarł na atak serca w 1946 roku. Po jego śmierci Torr pozostała w domu, ale do malowania już nie wróciła. Ostatnie miesiące życia spędziła w domu opieki w CDP Bayshore w Islip. Zmarła 8 września 1967 roku w szpitalu w pobliżu West Islip.

## Twórczość
Torr malowała obrazy olejne oraz rysowała węglem. Choć nie datowała swoich obrazów, to z dokumentacji wynika, że większość z nich powstała w latach 1924–1938. Jej wczesne prace nie zachowały się. Inspirację czerpała z krajobrazu i otaczających ją budynków. Malowała też martwe natury, których tematem były zarówno przedmioty naturalne, jak i stworzone przez człowieka. Do jej najważniejszych obrazów należą: Biały obłok (latarnia morska) namalowany w 1932 roku, przedstawiający latarnię morską w porcie w Huntington oraz Styczeń, z 1935 okazujący Genevę zimą. Oba charakteryzuje zrytmizowany deseń oraz delikatna paleta. Jej obrazy wykazują duży wpływ Dove’a, a także, nieco mniejszy, Marsdena Hartleya i Georgii O’Keeffe. Wpływy te wynikają z faktu, iż artyści ci stanowili część zwartej grupy, w ramach której wymieniano liberalne koncepcje artystyczne. 

## Wystawy
Za życia Torr jej obrazy były wystawiane tylko dwa razy: w 1927 roku w pokazie grupowym, zorganizowanym przez Georgię O’Keeffe oraz w 1933 roku na wspólnej z Dove’em wystawie w galerii Alfreda Stieglitza An American Place. 
Jej pierwsza, indywidualna wystawa miała miejsce dopiero 5 lat po jej śmierci, w 1972 roku; zorganizowana w nowojorskiej Graham Gallery nosiła tytuł Helen Torr Stands on Her Own.
17 sierpnia 2003 roku w Terra Museum of American Art zorganizowano retrospektywną wystawę 60 obrazów i grafik Torr, obejmującą 20 lat jej działalności artystycznej. Była to pierwsza obszerna, muzealna prezentacja jej prac.

## Zbiory

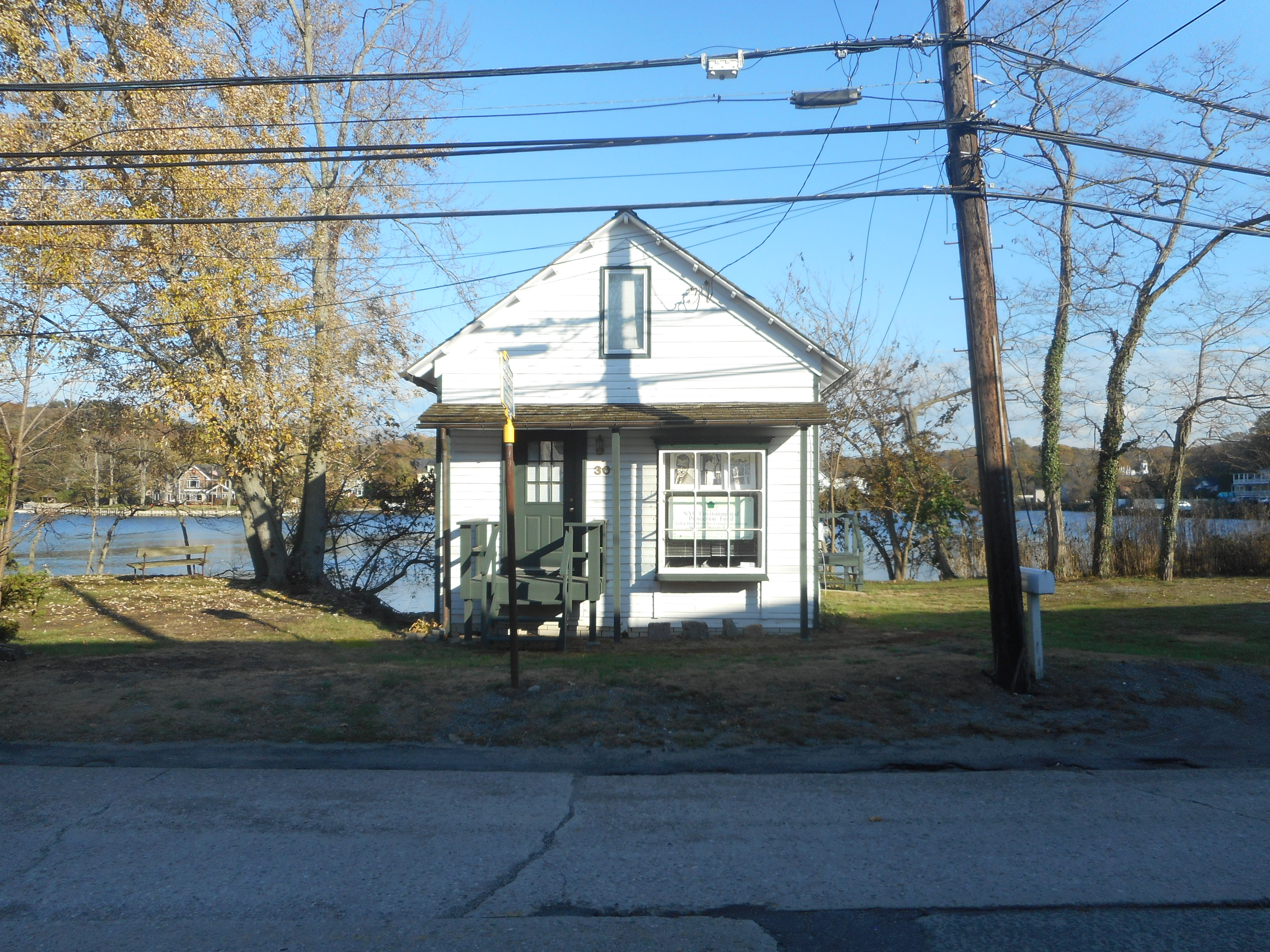
Arthur Dove-Helen Torr Cottage

Dorobek Torr, doceniony po jej śmierci, reprezentuje modernizm, choć jej prace są zwykle bardziej realistyczne niż prace jej męża. Największy publiczny zbiór jej dzieł znajduje się w Heckscher Museum of Art, a ich dom rodzinny (Arthur Dove-Helen Torr Cottage) został wpisany na listę National Register of Historic Places. 

### Dom Arthura Dove’a i Helen Torr
Pod koniec 1998 roku Heckscher Museum of Art dzięki pomocy Times-Mirror Corporation i New York Department of Parks, Recreation and Historic Preservation nabyło dom Arthura Dove’a i Helen Torr (Arthur Dove-Helen Torr Cottage). W domu znajdują się pamiątki po obojgu artystach: osobista biblioteka artystyczna Arthura Dove’a z książkami zawierającymi kolorowe opracowania i odręczne notatki, jego farby, materiały malarskie, sproszkowane pigmenty i palety, przykłady jego wczesnej i późnej twórczości oraz zbiór ponad 30 szkiców i studiów kolorystycznych Helen Torr.